# Gaujai csata
A Gaujai csata Jan Karol Chodkiewicz újabb győzelme a svédek felett a livóniai (észtországi) Pernau és Dünnamüde között a Gauja mellett. Ez egyben az 1600 lengyel-svéd háború utolsó nagy összecsapása.
A litvániai hetman kb. 2500 fős lengyel–litván sereg (nagyobb részt szárnyas huszárok) álltak ellene Friedrich Joachim von Mansfeld vezette svéd seregnek, melyben nagyszámban szolgáltak skót, németalföldi és francia zsoldosok, összesen 5000-en voltak.
Mansfeld Kircholmnál annak idején svéd–német lovasságot vezette, s ahol lerohanták embereit a lengyelek. Ebben a csatában is a litván huszárság legyűrte a svéd gyalogosokat és lovasokat. Mansfeld emberei java részét elvesztette.
Gawią után a háború már nem tartott sokáig és 1611-ben a Dánia elleni kalmari háború kitörésével egyidőben véget is ért. Chodkiewicz mellett a csatában a lovasságot Tomasz Dabrową is vezette, aki a kircholmi csatában is harcolt.